# Chaudeyrac
Chaudeyrac ist eine französische Gemeinde mit 288 Einwohnern (Stand: 1. Januar 2022) im Département Lozère in der Region Okzitanien (vor 2016 Languedoc-Roussillon). Sie gehört zum Kanton Grandrieu und zum Arrondissement Mende.

## Geografie, Infrastruktur
Chaudeyrac liegt im Bereich des Zentralmassivs. Dort endete die Route nationale 500. Der örtliche Abschnitt wurde von der RN 88 übernommen. Die Nachbargemeinden sind Pierrefiche im Nordwesten, Rocles im Nordosten, Cheylard-l’Évêque im Osten, Saint-Frézal-d’Albuges im Südosten, Montbel im Süden und Châteauneuf-de-Randon im Westen. Das Gemeindegebiet wird vom Fluss Clamouse tangiert.

## Bevölkerungsentwicklung
| Jahr      | 1962 | 1968 | 1975 | 1982 | 1990 | 1999 | 2008 | 2018 |
| --------- | ---- | ---- | ---- | ---- | ---- | ---- | ---- | ---- |
| Einwohner | 438  | 414  | 327  | 296  | 235  | 263  | 302  | 299  |

## Sehenswürdigkeiten

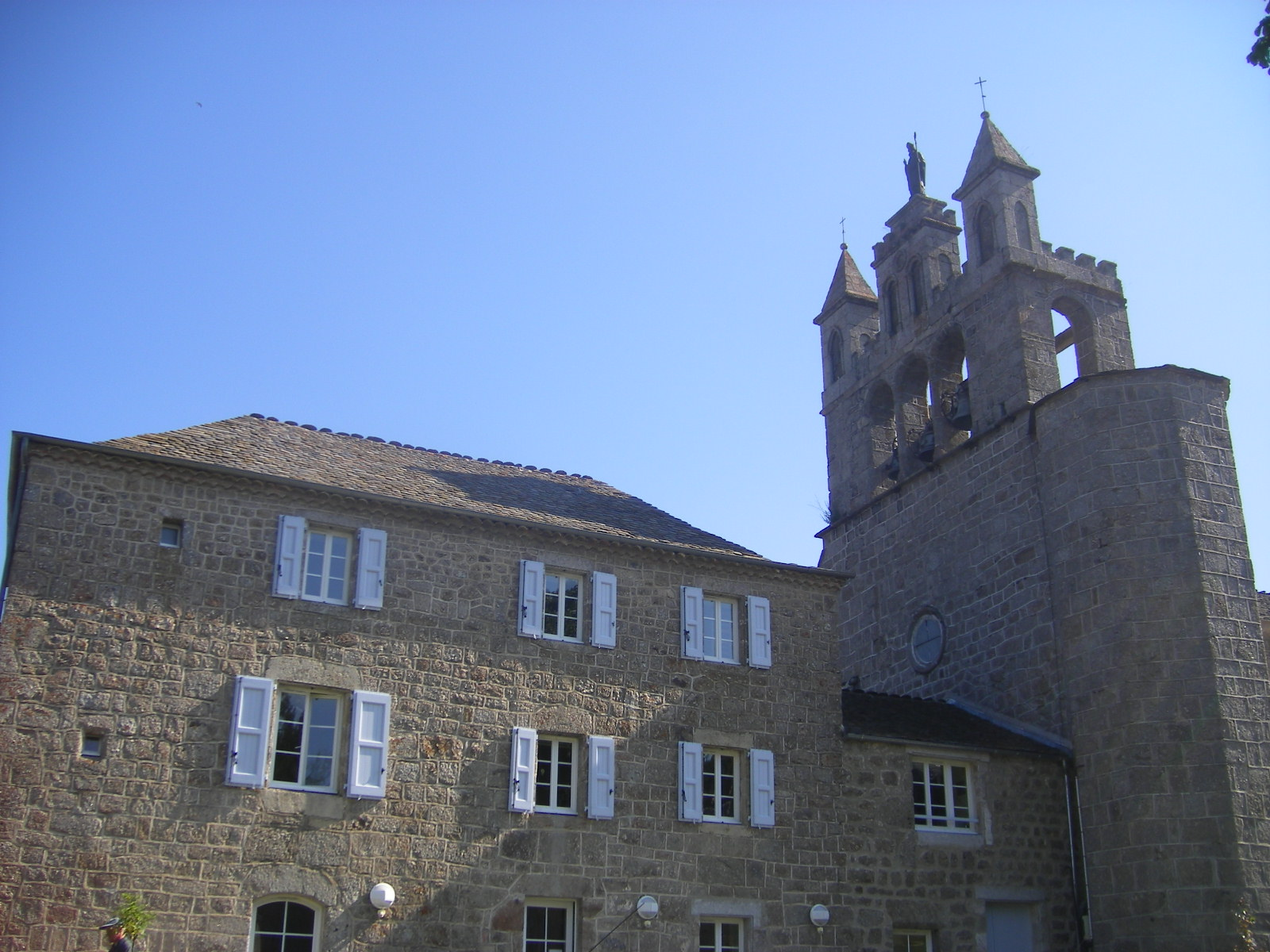
Kirche Saint-Martin

- Romanische Kirche Saint-Martin